# Iris & B. Gerald Cantor Center for Visual Arts
Le Cantor Arts Center, dit aussi Iris & B. Gerald Cantor Center for Visual Arts, est un musée d'art de l'Université Stanford ouvert en 1894 à Stanford aux Californie aux États-Unis.

## Historique
Le musée est créé en même temps que l'Université Stanford en 1891 et ouvert en 1894, par l'homme d'affaires, homme politique et gouverneur de Californie Leland Stanford et son épouse Jane Stanford.
Le séisme de 1906 à San Francisco détruit irrémédiablement les trois quarts du bâtiment dont les galeries romaines, égyptiennes et asiatiques. Le musée finit par fermer en 1945 avant d'ouvrir à nouveau en 1954.
En 1985, le professeur Albert Elsen œuvre avec l'important collectionneur d'art Bernard Cantor et d'autres donateurs pour ouvrir la « B. Gerald Cantor Sculpture Garden Rodin ».
En 1989, le musée ferme à nouveau à la suite du séisme de Loma Prieta qui cause de graves dommages. En 1991, le musée est reconstruit aux normes parasismiques avec un budget de 36,8 millions de dollars puis ouvre à nouveau en 1999.

## Collections
Le musée abrite entre autres plus de quatre cents œuvres du sculpteur français Auguste Rodin (collection de Bernard Cantor, seconde plus importante collection de Rodin du monde après le musée Rodin de Paris). Le musée couvre également l'Antiquité, l'art ethnographique, l'art moderne, l'art contemporain, l'art africain traditionnel, l'art d'Océanie, l'art amérindien et l'art mésoaméricain.